# Artafernes (ambaixador)
Artafernes (en grec antic Ἀρταφέρνης) va ser un ambaixador persa que el rei Artaxerxes I de Pèrsia va enviar l'any 425 aC a Esparta.
En passar per Eion al riu Estrímon, el va capturar Aristides, fill d'Arquip, que el va enviar a Atenes. Com que a la carta que portava, el rei persa es queixava de què els espartans no li donaven suport, els atenencs van veure l'oportunitat de fer aliança amb Pèrsia i van enviar a Artafernes amb una galera, acompanyat d'ambaixadors atenencs, a Efes, però quan van arribar allí l'any 424 aC van conèixer la mort del rei persa i els atenencs van retornar a casa. En parla Tucídides.